# الشوافع (النجف)
الشوافع منطقة في طرف محلة العمارة في قطاع الجديدات في أقصى جنوب غرب مدينة النجف بالعراق، أرضها منخفضة، قريبة من شاطئ بحر النجف، كان فيها بساتين، عدد سكانها 17531 ساكناً بحسب تقديرات جهاز الإحصاء سنة 2013، مساحتها السكانية 0.198 كم، معدل مساحة مساكنها 100 متر مربع لكل مسكن، ذكر منصور الجمري في كتابه (ذكريات غير متناثرة من النجف الاشرف) المنشور سنة 2007 أن الشوافع كانت تُعدّ من أفقر المناطق. وفي 19 تموز سنة 2022 ذكر مسؤول صحي بالنجف أن الشوافع ضمن منطقة ذات خطورة صحية عالية.